# Regimiento de Infantería «Toledo» n.º 35
El Regimiento de Infantería "Toledo" n.º 35, con el sobrenombre de El Profetizado, fue  un regimiento de infantería del Ejército de Tierra de España, creado en  1661 como Tercio de Vera. Fue disuelto en 1987 aunque su nombre pervive en el Batallón de Infantería Protegida “Toledo” II/3 perteneciente a la Brigada de Infantería Ligera Aerotransportable «Galicia» VII.

## Escudo de armas
En campo de azur una corona Imperial de oro, pendiente de la punta , Cruz de distinción de Medina del Campo. El todo timbrado de Corona Real.
Tuvo como primera patrona a la Virgen del Rosario y posteriormente a San Eugenio de Toledo.

## Historial
Sus orígenes datan del año 1661, durante el reinado de Felipe IV de España. En el transcurso de la Guerra de Restauración portuguesa (1640-1668) se formó en Madrid lo que se denominó Tercio de Vera en honor del que fue su primer Maestre de Campo, Diego Fernández de Vera.
En 1662 sus ocho compañías fueron trasladadas a Extremadura. 
En 1664, debido a las continuas bajas, se recluta tropa en la zona de Toledo, por lo que pasó a conocérsele como Tercio Provincial de Toledo.
En 1693, durante la Guerra de los Nueve Años (1688-1697), se reestructura en la plaza de Figueras (Gerona), donde era conocido como Tercio Provincial de los Azules Viejos.
Durante el reinado de Felipe V de España se lleva a cabo una reorganización de la Infantería sobre la base de Regimientos, por lo que en 1704 se le dio el nombre de Regimiento Provincial de los Azules Viejos. Posteriormente, en 1707, recibió la denominación de Regimiento de Infantería "Toledo" n.º 5. 
En 1715 fueron incorporados a esta unidad los Regimientos Sada y Limburgo.

### Ultramar
Fue destinado a Puerto Rico en el año 1769, pasando a denominarse Regimiento de Infantería Toledo nº 17.

### Segunda República
En 1931 recibe la incorporación del Batallón de Cazadores Chiclana n.º 17, formando el Regimiento de Infantería nº 35, que en 1935 recupera el nombre de Toledo.